# کاوش (زمین‌شناسی)

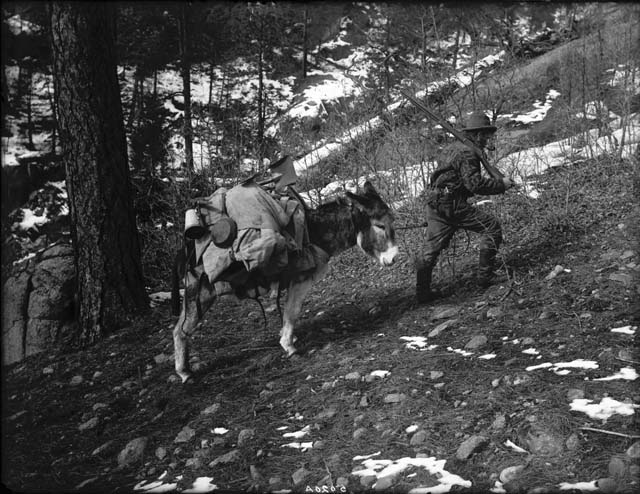
Prospector and Burro، وسترن کلرادو، ایالات متحده آمریکا، در حدود ۱۹۰۰

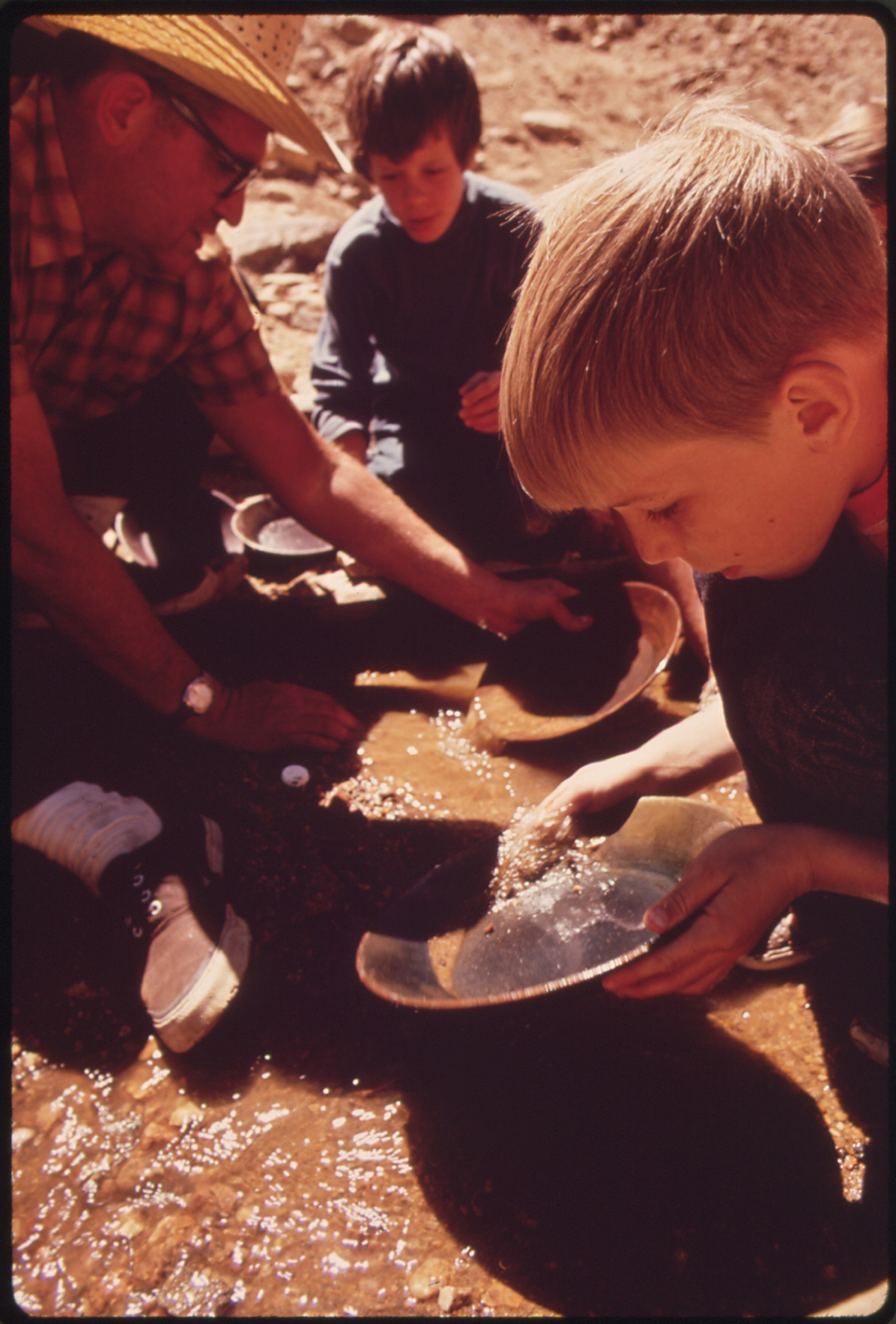
دانش‌آموزان مدرسه‌ای یادمی‌گیرند که به دنبال طلا حرکت کنند، دنور، ۱۹۷۲

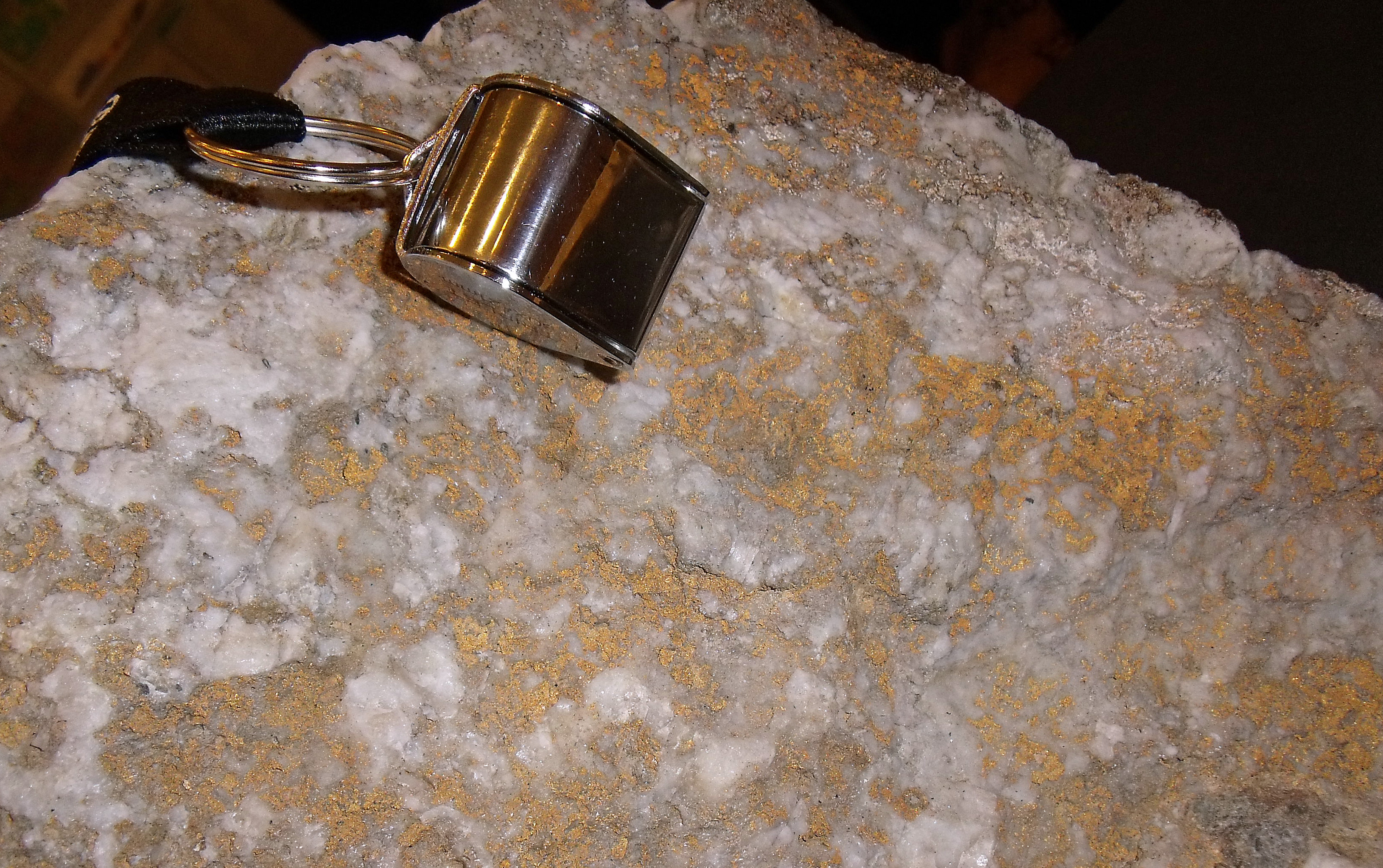
نمونه غنی از کشف طلا در سال ۲۰۰۹ توسط یک کاوشگر در جنوب شرقی منطقه یوکان. طلا که در امتداد یک شکستگی رسوب کرده‌است، در این عکس به رنگ نارنجی زنگ زده به نظر می‌رسد.

کاوش نخستین گام از تجزیه‌وتحلیل زمین‌شناسی (به دنبال اکتشاف) یک قلمرو است. این جستجو برای کانی‌ها، سنگواره‌ها، فلزات گرانبها، یا نمونه‌های معدنی است. همچنین به نام فسیکینگ (Fossicking) نیز شناخته می‍شود.
کاوش سنتی به مشاهده مستقیم کانی‌سازی در رخنمون‌های سنگی یا در رسوبات متکی بود. کاوش‌های نوین همچنین دربرگیرنده کاربرد ابزارهای زمین‌شناسی، ژئوفیزیک و ژئوشیمیایی برای جستجوی ناهنجاری‌هایی است که می‌تواند منطقه جستجو را محدود کند. هنگامی که یک ناهنجاری شناسایی و به عنوان یک چشم‌انداز بالقوه تفسیر شد، مشاهده مستقیم می‌تواند بر روی این منطقه متمرکز شود.